# Urahoro
Urahoro (浦幌町?) è una cittadina giapponese della prefettura di Hokkaidō.